# Templo de Santa Rosa de Lima (Bácum)
El templo de Santa Rosa de Lima es un edificio católico del pueblo de Bácum ubicado en el sur del estado de Sonora, México. Su construcción se inició en el año de 1922 y se finalizó en 1982. El templo es catalogado como Conjunto Arquitectónico por el Instituto Nacional de Antropología e Historia (INAH) para su preservación.

## Historia
Después de ya antes haberse construido dos templos en el pueblo de Bácum, —el primero en 1617 que funcionaba como la misión de Santa Rosa y el segundo dos años después hecho con adobe por los mimos indígenas de la zona, mismo que terminó en ruinas más tarde— se inició la construcción de este edificio en el año de 1922 por el maestro de obras Jesús E. Ruíz y el ingeniero Manuel Cadenas, trabajando en este hasta el 11 de septiembre de 1926 cuando por conflictos desconocidos se dejó inconclusa. Sus tareas de edificación se reanudaron en 1979 por coordinación de los ingenieros Francisco Carrillo R., Miguel A. Covarrubias y la población. La obra se finalizó en 1982 recibiendo la iglesia al padre Homero Ramiro Amado. Las torres de la iglesia fueron bendecidas el 30 de agosto de 1983, y en diciembre de ese mismo año fue nombrada parroquia.